# Obuchiv
Obuchiv (ukrainska: Обухів lyssna (fil), ryska: Обухов) är en stad i Kiev oblast i norra Ukraina. Staden ligger cirka 38 kilometer söder om centrala Kiev. Obuchiv beräknades ha 33 287 invånare i januari 2022.